# Вьё-Фор (город)
Вьё-Фор (англ. Vieux Fort, фр. Vieux Fort) — город в Сент-Люсии, административный центр одноимённого прихода, расположенный недалеко от самой южной точки острова Сент-Люсия. По данным переписи населения 2010 года, в городе проживает 4574 человека.
Название имеет французское происхождение и образовано от названия одноимённого форта, построенного для наблюдения за островом Сент-Винсент. Недалеко от Вьё-Фора протекает одноимённая река. Высота центра города — 1 метр. По классификации Алисова, климат, как и на территории всей страны, — тропический пассатный.
В течение XVIII—XIX веков город был важным центром сахарной промышленности острова. Во время Второй мировой войны близ Вьё-Фора был построен американский военный аэродром «Бин», позже преобразованный в международный аэропорт «Хьюанорра». В настоящее время, город является основным пунктом въезда в Сент-Люсию, в том числе благодаря тому, что к югу от него расположен порт.